# オスカル・ベルシェ
オスカル・ベルシェ・ペルドモ（Óscar José Rafael Berger Perdomo、1946年8月11日 -）はグアテマラの政治家で、グアテマラシティの市長（1991-1996年）、およびグアテマラの大統領（2004-2008年）をつとめた。

## 経歴
ベルシェの父方の祖父は1840年にベルギーから移民してきた。ベルシェ家はヨーロッパ系のコーヒー・砂糖農家のブルジョアだった。
ベルシェは首都グアテマラシティに生まれ、イエズス会系の私立ラファエル・ランディバル大学の法学・社会学部を卒業した。
グアテマラの軍人独裁時代が終わるとベルシェは大学の同級生だったアルバロ・アルスとともに政界にはいり、「国民進歩計画」市民団体（後の国民進歩党(PAN)）を組織した。1985年の選挙ではアルスがグアテマラシティの市長に当選し、ベルシェは市会議員をつとめた。1990年11月の選挙ではベルシェが後継の市長に選出された。ベルシェは1991年1月から1999年6月まで、グアテマラシティ市長を2期つとめた。その間、1996年にはアルスが大統領に就任している。
1999年6月27日、ベルシェはアルスの後継の大統領候補として国民進歩党に指名された。ベルシェは市長を辞任して1999年11月の大統領選 (1999 Guatemalan general election) に出馬したが、決選投票でアルフォンソ・ポルティージョに敗れた。

### 大統領
2002年、ベルシェは国民大連合(Gran Alianza Nacional, GANA)に参加した。翌年11月の大統領選 (2003 Guatemalan general election) ではGANAから出馬し、34%の票を集めた。これは対抗候補のアルバロ・コロン（国民希望党(26%) ）や元大統領エフライン・リオス・モント元将軍（グアテマラ共和戦線 (19%)）を上回る得票であった。決選投票で54%の票を集めて当選し、2004年1月14日、ベルシェは大統領に就任した。
ベルシェはノーベル平和賞受賞者であるリゴベルタ・メンチュウを政府親善大使に採用した:371。1996年のグアテマラ内戦和平合意の一部である、国際連合の支援するグアテマラ無処罰問題対策国際委員会(Comisión Internacional Contra la Impunidad en Guatemala, CICIG)がようやく設立され、2007年8月1日に議会に承認された:371。
2005年には日本・中米首脳会談のために他の中米諸国の首脳とともに訪日している。
ベルシェはアルフォンソ・ポルティージョ前政権による大規模汚職を調査し、10億ドル以上が国庫から失われたことを知った:371。彼は前政権の多数の汚職・横領犯を投獄した:371。ポルティージョ本人はメキシコにいたためにベルシェの任期中には捕らえることができなかったが、後にグアテマラに引き渡され、またアメリカ合衆国で資金洗浄の有罪判決を受けた:371。
ベルシェの経済政策はアルスと同様に新自由主義的であり、政府のサービスやプロジェクトを民間に任せた。ベルシェ政権は多国籍のコングロマリットの鉱業権を守り、中米自由貿易協定を批准した:371。
ギャングによる犯罪の問題はベルシェの時代にも解決できなかった:371。2005年には農村がハリケーン・スタンの大きな被害を受けたが、政府による復興の動きは遅く、ベルシェの指導力不足と無能さを露呈した:371。

### その後
2007年11月の大統領選 (2007 Guatemalan general election) では国民希望党(UNE)のアルバロ・コロンが当選し、2008年1月14日に次期大統領に就任した。